# 궈쉐푸
궈쉐푸(중국어: 郭雪芙, 병음: Guō Xuěfú, 한자음: 곽설부, 1988년 6월 30일 ~ )는 중화민국의 가수이자 배우, 모델이며 드림걸스의 멤버이다.

## 방송

### 드라마
- 2011년 : 《진애조마번》(真愛找麻煩]) - 리얼(黎兒) 역
- 2012년 : 《나사소저요출가》(螺絲小姐要出嫁) - 비비언(Vivian) 역
- 2013년 : 《미남이시네요》(原來是美男) - 궈쉐푸(郭雪芙) 역(특별 출연)
- 2013년 : 《취시요니애상아》(就是要你愛上我) - 청량량(程亮亮) 역
- 2014년 : 《시환이개랜》(喜欢·一个人)) - 두카이치(杜凱琪) 역

### 영화
- 2012년 : 《BBS 네티즌의 정의》(BBS鄉民的正義) - 란이칭(藍苡晴) 역
- 2013년 : 《변신》(變身) - 수잉잉(蘇盈盈) 역

### 예능
- 2014년 : 《우리 결혼했어요 세계판 시즌2》 - 슈퍼주니어의 김희철과 가상부부로 출연

## 음반

### 미니 음반
- 2011년 : 《Dream Girls 美梦当前》
- 2012년 : 《Girl's Talk》

### 정규 앨범
- 2013년 : 《Beautiful Target》(美麗頭條)

### 싱글
- 2013년 : 《Amazing! Freestyle》